# Noventi Open 2019
Noventi Open 2019 là một giải quần vợt thi đấu trên mặt sân cỏ ngoài trời. Đây là lần thứ 27 giải Halle Open được tổ chức và là một phần của ATP World Tour 500 của ATP Tour 2019. Giải đấu diễn ra tại Gerry Weber Stadion ở Halle, Đức, từ ngày 17 đến ngày 23 tháng 6 năm 2019.

## Điểm và tiền thưởng

### Phân phối điểm
| Sự kiện | VĐ  | CK  | BK  | TK | Vòng 1/16 | Vòng 1/32 | Q  | Q2 | Q1 |
| Đơn     | 500 | 300 | 180 | 90 | 45        | 0         | 20 | 10 | 0  |
| Đôi     | 500 | 300 | 180 | 90 | 0         | N/A       | 45 | 25 | 0  |

### Tiền thưởng
| Sự kiện | VĐ       | CK       | BK       | TK      | Vòng 1/16 | Vòng 1/32 | Q   | Q2     | Q1     |
| Đơn     | €429.955 | €215.940 | €108.965 | €57.260 | €28.620   | €15.830   | –   | €6.090 | €3.045 |
| Đôi*    | €135.090 | €66.130  | €33.170  | €17.020 | €8.790    | N/A       | N/A | N/A    | N/A    |

*mỗi đội

## Nộpi dung đơn ATP

### Hạt giống
| Quốc gia | Tay vợt               | Xếp hạng1 | Hạt giống |
| -------- | --------------------- | --------- | --------- |
| SUI      | Roger Federer         | 3         | 1         |
| GER      | Alexander Zverev      | 5         | 2         |
| RUS      | Karen Khachanov       | 9         | 3         |
| CRO      | Borna Ćorić           | 14        | 4         |
| FRA      | Gaël Monfils          | 16        | 5         |
| GEO      | Nikoloz Basilashvili  | 17        | 6         |
| ESP      | Roberto Bautista Agut | 20        | 7         |
| ARG      | Guido Pella           | 22        | 8         |

- 1 Bảng xếp hạng vào ngày 10 tháng 6 năm 2019.

### Vận động viên khác
Đặc cách:
- Peter Gojowczyk
- Rudolf Molleker
- Jo-Wilfried Tsonga

Vượt qua vòng loại:
- Mats Moraing
- Andreas Seppi
- João Sousa
- Sergiy Stakhovsky

Thua cuộc may mắn:
- Miomir Kecmanović

### Rút lui
Trước giải đấu
- Pablo Carreño Busta → thay thế bởi  Jaume Munar
- Kei Nishikori → thay thế bởi  Damir Džumhur
- Dominic Thiem → thay thế bởi  Taylor Fritz

### Bỏ cuộc
- Borna Ćorić

## Nội dung đôi ATP

### Hạt giống
| Quốc gia | Tay vợt        | Quốc gia | Tay vợt       | Xếp hạng1 | Hạt giống |
| -------- | -------------- | -------- | ------------- | --------- | --------- |
| POL      | Łukasz Kubot   | BRA      | Marcelo Melo  | 6         | 1         |
| RSA      | Raven Klaasen  | NZL      | Michael Venus | 20        | 2         |
| CRO      | Nikola Mektić  | CRO      | Franko Škugor | 27        | 3         |
| GER      | Kevin Krawietz | GER      | Andreas Mies  | 43        | 4         |

- 1 Bảng xếp hạng vào ngày 10 tháng 6 năm 2019.

### Vận động viên khác
Đặc cách:
- Dustin Brown /  Tim Pütz
- Alexander Zverev /  Mischa Zverev

Vượt qua vòng loại:
- Marcelo Demoliner /  Divij Sharan

Thua cuộc may mắn:
- Matthew Ebden /  Denis Kudla

### Rút lui
Trước giải đấu
- Alexander Zverev

## Nhà vô địch

### Đơn
- Roger Federer đánh bại  David Goffin, 7–6(7–2), 6–1

### Đôi
- Raven Klaasen /  Michael Venus đánh bại  Łukasz Kubot /  Marcelo Melo, 4–6, 6–3, [10–4]